# Paris champagne
Paris champagne est un film français réalisé par Pierre Armand, tourné en 1962 et sorti en 1964.

## Synopsis
Un clochard se métamorphose en un beau jeune homme, et emmène une marchande de fleurs à travers les revues nocturnes de Paris.

## Fiche technique
- Titre : Paris champagne
- Réalisation : Pierre Armand
- Scénario : Pierre Armand
- Photographie : Quinto Albicocco
- Montage : Georges Arnstam
- Musique : Francis Lopez
- Société de production : Les Productions Francis Lopez
- Distributeur : Cocinor - Comptoir Cinématographique du Nord
- Format : Son mono - 35 mm - couleur
- Lieu de tournage : Paris
- Genre : Film musical
- Durée : 98 minutes
- Date de sortie : 
  - France : 8 avril 1964

## Distribution
- Philippe Gasté : le fiancé
- Jean Lefebvre : le clochard
- Marjorie Lemoing : la fleuriste
- Raymond Pierson : le serveur
- Maria Candido : narrateur